# Bolxie Iassirki
Bolxie Iassirki (en rus: Большие Ясырки) és un poble de l'óblast de Vorónej, a Rússia, segons el cens del 2010 tenia 646 habitants.